# Mi Soundtrack Vol. 2
Mi Soundtrack Vol. 2 es el decimoquinto álbum de estudio de la cantante mexicana Gloria Trevi. Se lanzó el 28 de septiembre de 2023 a través de Great Talent Records. Es el sucesor de Mi Soundtrack Vol. 1, lanzado un mes antes y ambos discos forman parte de la banda sonora de la bioserie Gloria Trevi: ellas soy yo, estrenada en el mismo año. El álbum cuenta con la producción de César Benítez, Eduardo Bladinieres, Gilberto Elguezábal y Gloria Trevi.

## Antecedentes
En 2023, Gloria Trevi estrenó su serie autobiográfica Gloria Trevi: ellas soy yo en la cual se empleó música original de Trevi para la ambientación de la trama, así como temas reversionados de sus diversos discos. En agosto de 2023 se publicó el primer volumen titulado Mi Soundtrack Vol. 1 el cual incluyó un tema inédito, «Que Se Acabe El Mundo» así como la versión original de «Vestida De Azúcar» titulada «Te Diré Que Sí».

## Composición
Mi Soundtrack Vol. 2 contiene 11 temas, de los cuales, 9 son nuevas versiones de varios temas escritos por Trevi pertenecientes a sus álbumes de estudio ...¿Qué Hago Aquí? (1989), Tu Ángel de la Guarda (1991), Me Siento Tan Sola (1992), Más Turbada Que Nunca (1994) y Si Me Llevas Contigo (1995). Los otros dos temas son «El Huevo» y «No Hay Almohada» (versión original de «No Hay Palabras» interpretada por la cantante Litzy en el año 2000), ambos escritos por Mary Morín y Armando Arcos, y que ya habían lanzado en 1997 con su grupo musical El Kínder.Estos dos temas también habrían sido grabados por Marlene Calderón, ex-corista de Gloria Trevi, para su álbum debut Échale Leña en 1999, el cual nunca recibió un lanzamiento oficial.

## Lanzamiento y Promoción
El 25 de septiembre de 2023 se anunció a través de las redes sociales de Gloria Trevi la portada del disco junto con la fecha de estreno para el 28 de septiembre.
El 27 de septiembre se anunció el estreno del video musical de «Siempre Yo (Versión 2023)» el cual fue lanzado al día siguiente.

## Listado de canciones
| Mi Soundtrack Vol. 2 |                                               |                           |          |  |
| N.º                  | Título                                        | Escritor(es)              | Duración |  |
| 1.                   | «Como Si Fuera La Primera Vez (Versión 2023)» | Gloria Treviño            | 4:23     |  |
| 2.                   | «Siempre Yo (Versión 2023)»                   | Gloria Treviño            | 2:37     |  |
| 3.                   | «Jack El Reprobador (Versión 2023)»           | Gloria Treviño            | 3:10     |  |
| 4.                   | «¿Qué Hago Aquí? (Versión 2023)»              | Gloria Treviño            | 3:19     |  |
| 5.                   | «El Huevo»                                    | Mary Morín, Armando Arcos | 3:19     |  |
| 6.                   | «Soñando (Versión 2023)»                      | Gloria Treviño            | 4:38     |  |
| 7.                   | «Bésame Aquí (Versión 2023)»                  | Gloria Treviño            | 2:52     |  |
| 8.                   | «El Juicio (Versión 2023)»                    | Gloria Treviño            | 3:40     |  |
| 9.                   | «No Hay Almohada»                             | Mary Morín, Armando Arcos | 3:54     |  |
| 10.                  | «Me Siento Tan Sola (Versión 2023)»           | Gloria Treviño            | 4:10     |  |
| 11.                  | «Mañana (Versión 2023)»                       | Gloria Treviño            | 4:18     |  |
| 40:00                |                                               |                           |          |  |